# Melissa, Crotone
Melissa är en ort och kommun i provinsen Crotone i regionen Kalabrien i Italien. Kommunen hade 3 511 invånare (2017).